# ヨッヘン・プラーテ
ヨッヘン・プラーテ（Jochen Plate、 1963年6月2日- ）は旧西ドイツの柔道選手。階級は95kg超級。

## 人物
1981年のヨーロッパジュニア95kg超級で3位になると、翌年のヨーロッパジュニアでは優勝を飾った。1984年の世界学生では無差別で3位に入った。1987年のヨーロッパ選手権無差別で3位になると、世界選手権の95kg超級では銅メダルを獲得した。翌年のソウルオリンピックには出場できなかった。

## 主な戦績
- 1981年 - ヨーロッパジュニア　3位
- 1982年 - ヨーロッパジュニア　優勝
- 1984年 - 世界学生　無差別　3位
- 1985年 - ユニバーシアード　無差別　3位
- 1986年 - ドイツ国際　3位
- 1986年 - イギリス国際　優勝
- 1987年 - ドイツ国際　優勝
- 1987年 - ヨーロッパ選手権　無差別　3位
- 1987年 - 世界選手権　3位
- 1988年 - 世界学生　3位
- 1989年 - フランス国際　3位
- 1990年 - ドイツ国際　2位